# Toutle
 (juillet 2014).
Si vous disposez d'ouvrages ou d'articles de référence ou si vous connaissez des sites web de qualité traitant du thème abordé ici, merci de compléter l'article en donnant les références utiles à sa vérifiabilité et en les liant à la section « Notes et références ».
La Toutle est un cours d'eau drainant l'État de Washington (États-Unis), c'est un affluent de la Cowlitz River qui se jette dans le fleuve Columbia. La source de la Toutle se situe non loin du mont Saint Helens. 
Le bassin versant de la Toutle se situe entre la chaîne des Cascades, à l'est du comté de Lewis, et la localité de Castle Rock. 

## Éruption du mont Saint Helens
Le 18 mai 1980, l'éruption du mont Saint Helens apporta d'énormes quantités de lahars et de cendres volcaniques dans la rivière, qui était navigable avant cette date. L'armée dut enlever ces sédiments (85 millions de m3) et construisit un barrage pour retenir tout nouvel apport de sédiments. Les travaux comprirent également la construction d'un tunnel pour l'évacuation de l'eau du lac Spirit, dont l'exutoire avait été bouché lors de l'éruption.

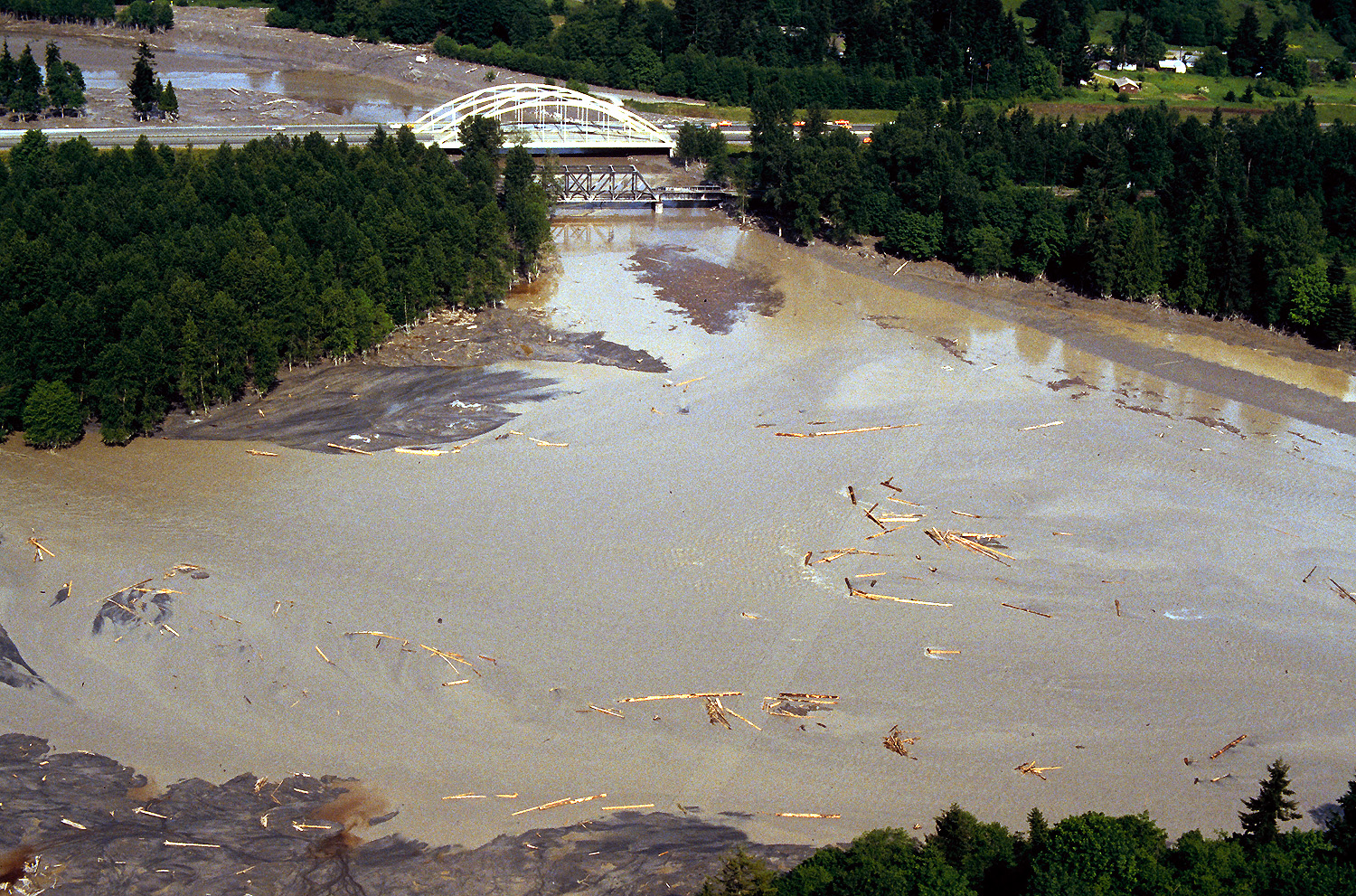
Embouchure de la rivière près de Castle Rock (avant l'éruption).

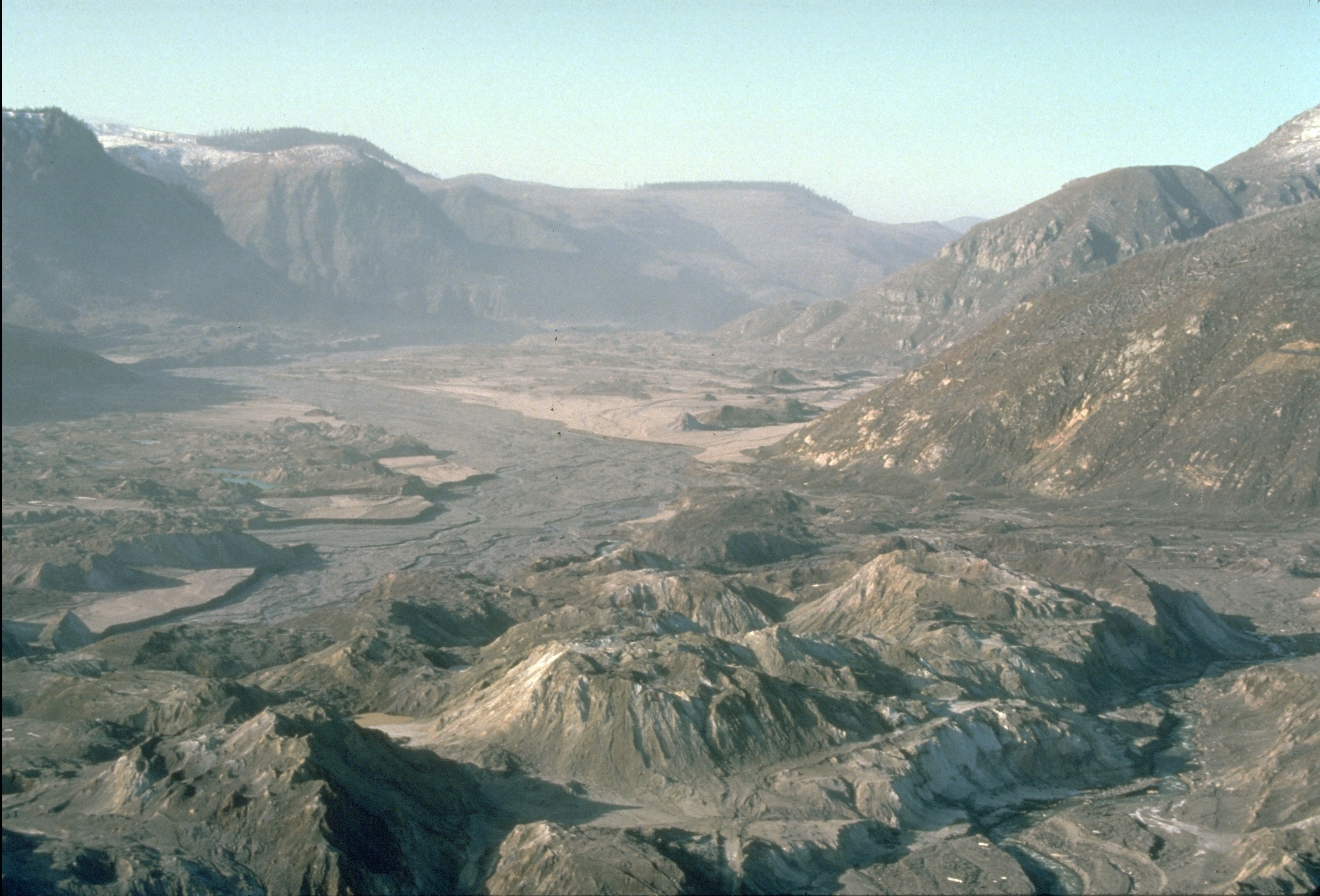
Rivière remplie de sédiments après l'éruption volcanique de 1980.